# Sainte-Catherine (Québec)
Sainte-Catherine è un comune del Canada, situato nella provincia del Québec, nella regione di Montérégie.